# Ratpenat llistat de Peters
El ratpenat llistat de Peters (Platyrrhinus infuscus) és una espècie de ratpenat de la família dels fil·lostòmids. Viu a Bolívia, el Brasil, Colòmbia, l'Equador i el Perú. El seu hàbitat natural són en petits grups en els embolics de fulla i en coves. No hi ha cap amenaça significativa per a la supervivència d'aquesta espècie.